# Boerhavia xantii
Boerhavia xantii är en underblomsväxtart som beskrevs av Sereno Watson. Boerhavia xantii ingår i släktet Boerhavia och familjen underblomsväxter. Inga underarter finns listade i Catalogue of Life.